# Café Meineid
Café Meineid ist eine deutsche Fernsehserie von Franz Xaver Bogner, die im Bayerischen Rundfunk ausgestrahlt wurde.
Zwischen 1990 und 2003 entstanden 147 Folgen, deren Geschichten auf echten Fällen beruhten. Die Serie fand mit dem Tod des Hauptdarstellers Erich Hallhuber ein jähes Ende. Die letzte Folge trug den Titel Gute Nacht, München!

## Inhalt
Café Meineid handelt vom Alltag in der Cafeteria und im Verhandlungssaal eines fiktiven Münchner Amtsgerichts. Der Regisseur Bogner schildert die Situationen im Gerichtssaal mit Witz und oft skurrilem Humor.
Zentrale Persönlichkeit ist die Figur des Amtsrichters Heinz Wunder (Erich Hallhuber). Ihm zur Seite stehen Norbert Mahler als Staatsanwalt Willi Kainz und Roswitha Haider (Thekla Mayhoff) als Protokollführerin. Die Seele der Cafeteria verkörpert Kathi Leitner als Pächterin Hilde Dorfler.
Zur Stammbesetzung zählten noch Wolfi Fischer als Wachtmeister Kogel, Christian Lerch (Polizist Karl Hermann) und Luise Kinseher, die Braut des Staatsanwalts. Bis zur Folge 26 urteilte Jacques Breuer als Richter Helmcke und die Wirtin hieß Olga Grüneis (Monika Baumgartner). In den Folgen 40 bis 65 spielte Maxl Graf den Hausmeister Wörndl.

## Folgen
Die ersten drei Staffeln wurden ab dem 6. Oktober 1990 im Vorabendprogramm des Ersten gesendet, alle weiteren liefen dann im Bayerischen Fernsehen.

## Musik
Wie für fast alle Fernsehserien von Franz Xaver Bogner schrieb auch für Café Meineid Haindling alias Hans-Jürgen Buchner die Musik.

## Gastauftritte
Viele bekannte Schauspieler hatten Gastauftritte in der Serie. Überwiegend handelte es sich dabei um bayerische Volksschauspieler. Franz Xaver Bogner schrieb ihnen ihre Rollen stets auf den Leib. Einige der Schauspieler traten in derselben Rolle mehrfach auf, andere in wechselnden Rollen. Ein Auszug der Gastschauspieler:
- Heide Ackermann
- Michael Ande
- Gerd Anthoff
- Werner Asam
- Willy Astor
- Django Asül
- Wolfgang Maria Bauer
- Gustl Bayrhammer
- Toni Berger
- Christa Berndl
- Sebastian Bezzel
- Egon Biscan
- Arthur Brauss
- Hans Brenner
- Maximilian Brückner
- Katharina de Bruyn
- Franz Buchrieser
- Marisa Burger
- Rolf Castell
- Ernst Cohen
- Ruth Drexel
- Alexander Duda
- Gundi Ellert
- Wolfgang Fierek
- Helmut Fischer
- Ottfried Fischer
- Gerd Fitz
- Michael Fitz
- Veronika Fitz
- Winfried Frey
- Enzi Fuchs
- Loni von Friedl
- Francis Fulton-Smith
- Andreas Giebel
- Robert Giggenbach
- Conny Glogger
- Günter Grünwald
- Eisi Gulp
- Rüdiger Hacker
- Günther Maria Halmer
- Ernst Hannawald
- Joseph Hannesschläger
- Willy Harlander
- Dorothee Hartinger
- Bernd Helfrich
- Klaus Herm
- Jörg Hube
- Katerina Jacob
- Sarah Jung
- Ruth Kappelsberger
- Florian Karlheim
- Günther Kaufmann
- Wilfried Klaus
- Michael König
- Matthias Kostya
- Hans Kraus
- Horst Kummeth
- Michael Lerchenberg
- Gerhart Lippert
- Gabi Lodermeier
- Margot Mahler
- Wilhelm Manske
- Robert Meyer
- Axel Milberg
- Christine Neubauer
- Ilse Neubauer
- Christine Ostermayer
- Sissi Perlinger
- Volker Prechtel
- Veronika von Quast
- Peter Rappenglück
- Siegfried Rauch
- Nikolaus Paryla
- Olivia Pascal
- Bettina Redlich
- Michael Roll
- Werner Rom
- Jule Ronstedt
- Marianne Sägebrecht
- Sepp Schauer
- Helmut Schleich
- Gisela Schneeberger
- Barbara Schöneberger
- Hans Schuler
- Willy Schultes
- Jochen Senf
- Johannes Silberschneider
- Maria Singer
- Erni Singerl
- Philipp Sonntag
- Jutta Speidel
- Hans Stadlbauer
- Heio von Stetten
- Fred Stillkrauth
- Franziska Stömmer
- Fritz Straßner
- Karin Thaler
- Josef Thalmaier
- Udo Thomer
- Max von Thun
- Jürgen Tonkel
- Michael Tregor
- Jockel Tschiersch
- Saskia Vester
- Frithjof Vierock
- Kurt Weinzierl
- Peter Weiß
- Elmar Wepper
- Sabrina White
- Werner Zeussel
- Billie Zöckler